# 阮陈英俊
阮陈英俊（1998年2月22日—），越南男子举重运动员，2013年亚洲青年运动会男子56公斤级银牌得主、2014年夏季青年奥运会男子56公斤级银牌得主、2022年亚洲举重锦标赛男子61公斤级银牌得主。